# Einsatzplan
Ein Einsatzplan ist ein umfassender Plan für Maßnahmen, wie bei einem gefährdeten Objekt vorzugehen ist. Oftmals wird er fälschlicherweise mit einem Feuerwehrplan gleichgesetzt, der aber lediglich einen Bestandteil des Einsatzplanes ausmacht. In einem Einsatzplan sind alle Faktoren vermerkt, die einen Einsatz beeinflussen können. Dies reicht von Anfahrtswegen und möglichen Verkehrshindernissen bis hin zu Hydranten, Erste-Hilfe-Kästen und Anleitermöglichkeiten. Einsatzpläne sind sehr komplex und sollten ständig aktualisiert, verbessert und überprüft werden. In den technischen Anschlussbedingungen für Brandmeldeanlagen nach DIN 14675 werden ggf. spezielle Einsatzpläne der Feuerwehr gefordert.
Bei einem Einsatzplan für die Mitarbeitenden spricht man von Personaleinsatzplanung.